# Los dueños
Los dueños es una película de comedia negra argentina de 2013 dirigida y escrita por Agustín Toscano y Ezequiel Radusky. Narra la historia de unos trabajadores que ocupan la casa de sus empleadores durante su ausencia, hasta la llegada de la hija mayor que los descubre, pero una situación que la compromete. Está protagonizada por Rosario Bléfari, Germán de Silva, Sergio Prina, Cynthia Avellaneda y Liliana Juárez. La película se estrenó mundialmente el 20 de mayo de 2013 en el Festival de Cannes, mientras que su estreno comercial en las salas de cines de Argentina fue el 17 de abril de 2014.

## Sinopsis
En una estancia del norte argentino, Sergio y su familia se dedican al trabajo de campo, pero cuando sus patrones se ausentan, ellos aprovechan ese tiempo para ingresar a la casa y simular una vida de ricos. Un día se produce, inesperadamente, la llegada de Pía, la hija mayor del dueño de la estancia, que se queda unos días en el lugar hasta que sea el casamiento de su padre. Ante esto, polos peones se ven obligados a retirarse rápidamente y seguir cumpliendo con sus obligaciones. Sin embargo, en la noche de casamiento, los empleados aprovechan nuevamente la situación para entrar a la casa, pero al poco tiempo llega Pía con su cuñado a los besos sin percatarse de la presencia de los empleados. Este inesperado encuentro lleva al descubrimiento de secretos mutuos, que terminará en un tenso pacto de silencio entre ambas partes.

## Elenco
- Rosario Bléfari como Pía
- Germán de Silva como Rubén
- Sergio Prina como Sergio
- Cynthia Avellaneda como Lourdes
- Liliana Juárez como Alicia
- Daniel Elías como Gabriel
- Nicolás Aráoz como Manuel

## Recepción

### Comentarios de la crítica
La película recibió críticas positivas por parte de la prensa. Horacio Bernades de Página 12 puntualizó que la película está «filmada con una decantación que no parece de debutantes, lo que da una particular ambigüedad a Los dueños es el manejo del punto de vista, que funciona por superposición de opuestos». Diego Batlle de Otros cines señaló que es «toda una sorpresa el debut de los tucumanos Toscano y Radusky» en tanto se trata de «un film inquietante y provocador construido con precisión y una llamativa madurez».
En una reseña para Clarín, Pablo O. Scholz escribió «Rosario Blefari es particularmente notable, Germán de Silva y los actores tucumanos no desentonan; la cohesión que lograron los directores en el nivel interpretativo es loable». Roger Koza de La Voz del Interior destacó que «la película retrata con lucidez la diferencia de clase y el cruce de los mundos de patrones y servidores».

### Premios y nominaciones
| Lista de premios y nominaciones | Lista de premios y nominaciones | Lista de premios y nominaciones                        | Lista de premios y nominaciones | Lista de premios y nominaciones | Lista de premios y nominaciones |
| Año                             | Organización                    | Categoría                                              | Nominado/a(s)                   | Resultado                       | Ref(s)                          |
| ------------------------------- | ------------------------------- | ------------------------------------------------------ | ------------------------------- | ------------------------------- | ------------------------------- |
| 2013                            | Festival de Cannes              | Mención especial del jurado de la semana de la crítica | Los dueños                      | Ganador                         | [ 10 ]                          |
| 2014                            | Premios Sur                     | Mejor ópera prima                                      | Los dueños                      | Nominado                        | [ 11 ]                          |
| 2015                            | Premios Cóndor de Plata         | Mejor ópera prima                                      | Los dueños                      | Ganadora                        | [ 12 ] [ 13 ]                   |
| 2015                            | Premios Cóndor de Plata         | Mejor actor de reparto                                 | Germán de Silva                 | Nominado                        | [ 12 ] [ 13 ]                   |